# Блок 64
Блок 64 је један од новобеоградских блокова, оивичен је улицама Гандијева, Јурија Гагарина, Омладинских бригада, Ђорђа Станојевића, Тошин Бунар и Земунска. Блок 64 је по површини највећи на Новом Београду. У оквиру блока се налази и улица Првомајска. Суседни блокови су 63, 70, 67a, 65 и 60. Површина блока је око 1 km², а број становника је око девет хиљада. Административно читав блок 64, заједно са суседним блоковима 63 и 65 чине месну заједницу „Младост“ као једну од месних заједница на територији општине Нови Београд. Блок 64 се може поделити на три велике целине – то су северни и јужни део у западном делу блока (Север и Југ) и преостали део блока у источном делу у коме је индустријска зона и мањи стамбени, трговински и остали садржаји.

## Географија и историја
Територија блока 64 се налази у алувијалној равни реке Саве на надморској висини од 80 m. Пре изградње зграда вишепородичног становања (раније се користио термин колективно становање) на овом простору су се налазиле породичне куће које су припадале селу Бежанија, а ненасељени део су представљале обрадиве површине и мочварно тло. Као и остали део Новог Београда овај простор је до 1918. године припадао Аустро-угарској, да би након Првог светског рата ушао у састав Краљевине СХС, затим Југославије. Послератна власт у Југославији је 11. априла 1948. године почела остваривање пројекта исушивања новобеоградског простора. Први изграђени блок у овом делу Новог Београда био је блок 45, а најинтензивнија изградња стамбеног дела блока 64 се одвијала осамдесетих година ХХ века. Површински, највећи је од свих новобеоградских блокова.

## Стамбени објекти
У блоку 64 се налази 16 зграда колективног становања и двадесетак објеката породичног становања у Првомајској улици.
У Северу се налази 6 објеката колективног становања. Зграда на углу улица Гандијеве и Земунске је четвороспратни објекат изграђен 2005. године. Од преосталих пет зграда две степенасте ламеле ближе ИМТ-у су изграђене 1982. године, а степенаста ламела уз Гандијеву и два солитера изграђени су 1987. године.
У Југу се налази 10 објеката колективног становања. Две ламеле ближе ИМТ-у, истог типа као и у Северу, изграђене су 1981. године. Две степенасте ламеле уз Гандијеву улицу и солитер, првобитно насељени војним лицима, изграђени су 1984. године. У делу Југа према улици Јурија Гагарина налази се још пет стамбених зграда: (шарена зграда наспрам основне школе) из 1995. године, сиво-бела зграда уз основну школу из 2002, плава зграда уз Гандијеву улицу из 2006, зграда у којој се налази продавница Нептун из 2007. и пословно-стамбена зграда на раскрсници Гандијеве и Јурија Гагарина из 2009. године. Изградња прве зграде The One комплекса уз улицу Омладинских бригада завршена је 2023. године.

## Индустрија
Највећи део површине блока 64 заузимају објекти ИМТ - Индустрије машина и трактора која постоји од 1947. године када су изграђени први погони, а од 1965. године се устаљује име Индустрија машина и трактора. Други значајан индустријски објекат је ФОМ – Фабрика одливака и модела. Поред ова два већа индустријска објекта на територији блока се налази неколико складишта.

## Трговина и туризам
У блоку 64 се налазе три тржна центра – Имо-центар, Мега Родић и Идеа Екстра. Сва три тржна центра су отворена 2006. године. Поред ових тржних центара у блоку 64 се налази продајни објекат намештаја Југодрво и велики број малих и средњих предузећа у приземним деловима стамбених зграда. Од 2014. године у делу блока 64 уз Земунску улицу се налази Хотел „Б”. У октобру 2018. у блоку 64 је отворен Лидл супермаркет. Идеа Екстра је престала са радом 2015. године, од тада је у том објекту био Екстра центар до 2023. године када је објекат срушен ради изградње стамбеног комплекса Соул 64.

## Јавне установе
Од јавних установа у блоку 64 се налазе Основна школа Младост, Обданиште Бисер и Диспанзер медицине рада (камен темељац Завода за медицину рада постављен је 9. априла 1979). Пошта у Имо-центру је отворена 2009. године.

## Инфраструктура
Блок 64 је саобраћајно добро повезан са осталим деловима Београда. Линије градског саобраћајног предузећа којима се може стићи до блока су аутобуси 45, 67, 68, 71, 73, 76, 82, 89, 94, 95, 601, 610 и трамваји 7, 9, 13. Пре него што је линија 95 продужена до Новог Београда из блока 64 се до центра града могло стићи аутобуском линијом 66 која је саобраћала од МЗ Козаре (блок 61) до Зеленог венца. Увођењем трамвајске линије 13 са Бановог Брда до Новог Београда 2011. године укинута је линија 11 до Калемегдана, а поново је успостављена 2022. године.  Паркинг источно од Имо-центра изграђен је 2012. године, а паркинзи уз Европску и Јапанску улицу изграђени су 2024. године. Бензинска пумпа Мол отворена је 2020. године у северном делу Блока 64 уз Земунску улицу.
Значајни објекти електроенергетске инфраструктуре су далековод напона 110 kV и трансформаторска станица 110/10 kV.

## Урбанизам
Део Новог Београда у коме се налази блок 64 је осмишљен у Генералним урбанистичким плановима Београда из 1972, 1985. и 2002. године. Детаљни урбанистички план који прецизно одређује локације зграда и регулацију уличне мреже израђен је 1973. и допуњен 1991. године као „Детаљни урбанистички план стамбеног насеља Бежанија (блокови 61, 62, 63 и делови блокова 64, 60, 57 и 57а) у Новом Београду”. Урбанистички план насеља „Бежанија село – блокови 61-62-63-64” осмислио је архитекта Јосип Свобода, тадашњи директор Урбанистичког завода Београда, који је и аутор идеје о великим стамбеним зградама у форми великих степеница. Архитекта Милан Миодраговић аутор је просторне организације станова стамбених зграда у оквиру ове урбанистичке целине. Планови детаљне регулације за подручје фабрике ИМТ усвојени су 2022. и 2025. године.

## Филм
У блоку 64 су 2008. године снимане неке сцене из српског филма Љубав и други злочини, из британског филма Кориолан, из француског филма Дистрикт 14 и из српског филма Шавови.